# Omoda C7
Omoda C7 – samochód osobowy typu SUV klasy średniej produkowany pod chińską marką Omoda od 2025 roku.

## Historia i opis modelu

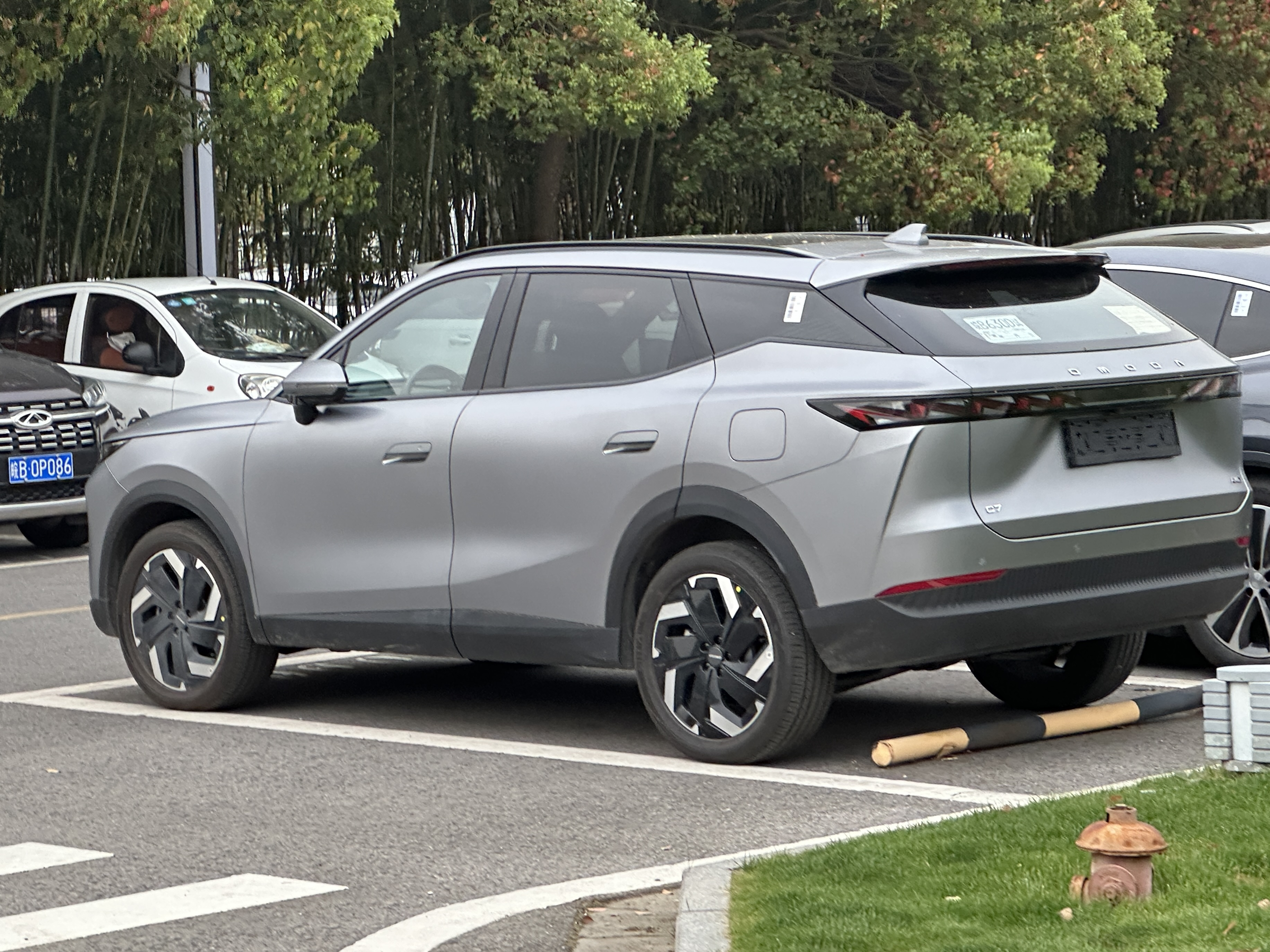
Omoda C7 - tył

Pod koniec kwietnia 2024 roku chiński koncern Chery Automobile zorganizował specjalną konferencję dla delaerów, podczas której przedstawił pierwszy model globalnej marki Omoda opracowany od podstaw z myślą o niej. Średniej wielkości SUV C7 uplasował się w gamie powyżej kompaktowego C5, zyskując podobnie awangardową stylizację obfitującą w ostre linie. 
Zarówno z przodu, jak i z tyłu, zastosowano wąskie, podłużne oświetlenie z wysoko osadzonymi kloszami. Pas przedni ponadto zdominowała charakterystyczna osłona chłodnicy w kształcie bezramiennego trapezu. Dwubarwne nadwozie utworzył pomalowany na czarno dach z łagodnie opadającą linią. Wewnątrz zastosowano minimalistyczno-cyfrowy projekt, z dwuramiennym kołem kierownicy, wysoko poprowadzonym tunelem środkowym i rozległym, 15,6-calowym dotykowym ekranem systemu multimedialnego. Wyświetlacz wyposażono w system przesuwania po listwie w stronę siedziska pasażera.
Podczas prezentacji C7 samochód zyskał wstępnie spalinowo-elektryczny układ napędowy tworzony przez turbodoładowany, benzynowy silnik o pojemności 1,5 litra. Hybrydowy układ typu plug-in umożliwił przejechanie w trybie czysto elektrycznym do 95 kilometrów, oferując ponadto do ok. 1250 deklarowanego zasięgu w cyklu spalinowo-elektrycznym.

### Sprzedaż
Omoda C7 powstała z myślą o globalnych rynkach zbytu poza rodzimymi Chinami, na czele z Azją Wschodnią, Europą oraz Ameryką Łacińską. M.in. w Malezji i Europie samochód zyskał inną, prostszą nazwę Omoda 7. Ponad pół roku po prezentacji dla dealerów, w grudniu 2024 przedstawiono obszerniejsze informacje i plan rozpoczęcia sprzedaży w pierwszym kwartale 2025 roku poczynając od rynku rosyjskiego.

### Silnik
- R4 1.5l Turbo 197 KM
- R4 1.5l PHEV 360 KM